# Kayea
Kayea é um género botânico pertencente à família Clusiaceae.

## Espécies
Formado por 48 espécies:
| - Kayea acuminatissima - Kayea assamica - Kayea beccariana - Kayea borneensis - Kayea brevipes - Kayea calophylloides - Kayea catharinae - Kayea caudata - Kayea clemensorum - Kayea coriacea - Kayea curtisii - Kayea cuspidata - Kayea daphnifolia - Kayea elegans - Kayea elmeri - Kayea eugeniaefolia | - Kayea ferruginea - Kayea floribunda - Kayea garciae - Kayea grandis - Kayea hexapetala - Kayea korthalsiana - Kayea kunstleri - Kayea lanceolata - Kayea larnachiana - Kayea laevis - Kayea lepidota - Kayea macrantha - Kayea macrocarpa - Kayea macrophylla - Kayea manii - Kayea megalocarpa | - Kayea myrtifolia - Kayea navesii - Kayea nervosa - Kayea oblongifolia - Kayea pacifica - Kayea paludosa - Kayea paniculata - Kayea parviflora - Kayea philippinensis - Kayea racemosa - Kayea rivulorum - Kayea rosea - Kayea scalarinervosa - Kayea stylosa - Kayea sukoeana - Kayea wrayi |

## Nome e referências
Kayea Wall.